# Pararete freeri
Pararete freeri är en svampdjursart som beskrevs av Isao Ijima 1927. Pararete freeri ingår i släktet Pararete och familjen Euretidae.
Artens utbredningsområde är havet kring Filippinerna. Inga underarter finns listade i Catalogue of Life.